# Яковенко Валентин Петрович
Яковенко Валентин Петрович (10 жовтня 1945, село Великі Гуляки, Фастівський район, Київська область) — український політик, Кандидат економічних наук (2004); народний депутат України II скликання.

## Життєпис
Народився 10 жовтня 1945 року в селі Великі Гуляки Фастівського району, Київської області) в селянській родині; українець.
Дружина Тамара Архипівна (1948) — технік-технолог; син Вячеслав (1968) — будівельник; дочка Наталія (1974) — економіст.
1964–1970 — Київський інженерно-будівельний інститут, інженер-будівельник; 
канд. дис. «Розвиток ринку сільськогосподарської техніки та технічного сервісу» (Нац. наук. центр «Інститут аграрної економіки» УААН, 2004).
Народний депутат України 2 склик. з 04.1994 (2-й тур) до 04.1998, Дунаєвецький виб. окр. № 412, Хмельницька область, висунутий трудовим колективом. Член Комісії з питань оборони і державної безпеки. Член фракції АПУ (до цього — групи «Аграрники України»).
- 1962–1963 — учень, Київ. ТУ № 14.
- 1963–1964 — фрезерувальник, заводу імені Корольова.
- 1965–1966 — технік УкрНДІпроект, місто Київ.
- 1966–1981 — від виконроба радгоспу «Музичанський» Києво-Святошинського району до заступника директора Київського спеціалізованого тресту овочево-молочних радгоспів Міністерства радгоспів УРСР з капітального будівництва.
- З 1981 — начальник Головного управління капітального будівництва Міністерства плодоовочевого господарства УРСР.
- З 1986 — начальник управління, з 1989 — начальник Головного управління капітального будівництва Держагропрому України.
- З 1991 — начальник Головного управління капітального будівництва Мінсільгоспу і Мінсільгосппроду України.
- З 04.1993 — заступник Міністра сільського господарства і продовольства України з капітального будівництва та реконструкції.
- 07.1997-02.2000 — заступник Міністра агропромислового комплексу України.
- 02.2000-08.2001 — заступник Міністра, 08.2001-07.2003 — заступник Державного секретаря, 07.2003-02.2005 — заступник Міністра аграрної політики України.
- З 2005 — заступник голови Українського державного концерну садівництва, виноградарства та виноробної промисловості України.

Був членом виконкому АПУ (з 03.1997), голова Київ. міської організації АПУ (з 11.2001).
Академік Академії будівництва України. Заслужений будівельник України (10.1995). Лауреат Державної премії України в галузі науки і техніки (1996). Орден «За заслуги» III ступеня (01.1996).

## Родина
Дружина Тамара Архипівна (1948) — технік-технолог; син Вячеслав (1968) — будівельник; дочка Наталія (1974) — економіст.

## Джерело
- Довідка